# ملادن دابانوویچ
ملادن دابانوویچ (انگلیسی: Mladen Dabanovič؛ زادهٔ ۱۳ سپتامبر ۱۹۷۱) دروازه‌بان فوتبال بازنشسته اهل اسلوونی است.
وی همچنین در تیم ملی فوتبال اسلوونی بازی کرده و دروازه‌بان اول این تیم در رقابت‌های جام ملت‌های اروپا ۲۰۰۰ و جام جهانی فوتبال ۲۰۰۲ بوده است.